# Cantons de l'Est (Belgique)
Pour un article plus général, voir Canton.
Pour les articles homonymes, voir Canton (homonymie) et Cantons de l'Est.
Les cantons de l’Est sont un territoire octroyé à la Belgique après la Première Guerre mondiale et administré sous la forme de trois cantons situés dans l'est de la province de Liège et jouxtant la frontière avec l'Allemagne : Eupen, Malmedy et Saint-Vith.
Jusqu'aux années 1970, ils furent aussi appelés les « cantons rédimés ». Deux d'entre eux (Eupen et Saint-Vith) forment aujourd’hui la  communauté germanophone de Belgique alors que les deux communes du canton de Malmedy, rattachées à la communauté française, disposent du régime de facilités linguistiques allemand / français.
Les cantons de l'Est furent détachés de l'Allemagne en 1919, après la Première Guerre mondiale, en application de l'article 34 du traité de Versailles, afin de donner à la Belgique un accroissement de territoire dont le but était, à l'époque, de permettre une défense militaire belge avancée vers l'est. Ils se composent de l'ancienne circonscription (Kreis) prussienne d'Eupen-Malmedy et du Moresnet neutre (La Calamine), ainsi que de la ligne de chemin de fer dite Vennbahn.

## Situation
Les trois cantons sont situés dans l'est de la province de Liège dans la région des Hautes Fagnes, jouxtant l'Eifel et la frontière entre l'Allemagne et la Belgique. Ils se situent tous dans l'arrondissement administratif de Verviers mais dépendant soit de l'arrondissement judiciaire de Liège (partie francophone), soit de l'arrondissement judiciaire d'Eupen (partie germanophone).

### Géologie

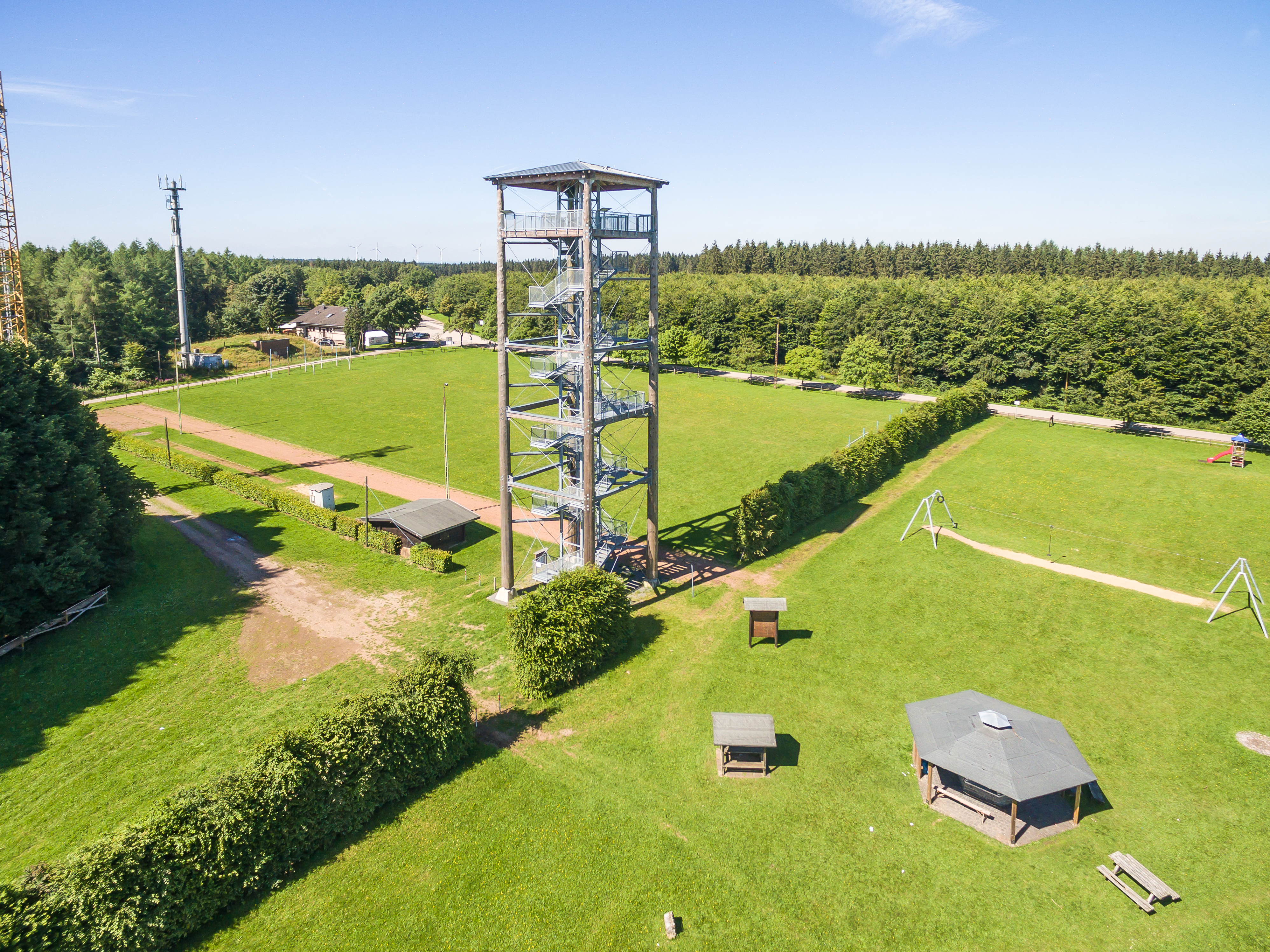
Le Weisser Stein, deuxième sommet de Belgique (689 mètres), situé dans la commune de Bullange sur la frontière entre l'Allemagne et la Belgique.

D'un point de vue géologique, la région est essentiellement composée de tourbières, de landes et de forêts. Elle abrite les plus hauts sommets du pays, dont : 
- le signal de Botrange (694 mètres), situé dans la commune de Waimes, c'est le point culminant de la Belgique.
- le Weisser Stein (689 mètres), situé à l'intersection des communes de Bullange et d'Hellenthal (Allemagne).
- le Mont Rigi (680 mètres), situé dans la commune de Waimes.
- la baraque Michel (674 mètres), situé à l'intersection des communes de Jalhay, de Malmedy et de Waimes.

### Communes
Au début des années 1920, les différentes communes sont regroupées en trois cantons : Eupen, Malmedy et Saint-Vith. Un évêché d’Eupen-Malmedy est provisoirement établi en 1921, après une polémique ayant opposé le Saint-Siège et le primat de Belgique, mais dès 1925 les cantons sont rattachés à la province de Liège et le nouvel évêché absorbé par celui du chef-lieu (Liège).
Les communes des cantons de l’Est ont, comme dans le reste de la Belgique, subi la Fusion de communes en Belgique en 1976–1977, et sont passées de 31 à 11 (anciennes communes entre parenthèses) :
- dans le canton d’Eupen (partie nord, dans la communauté germanophone de Belgique) :
  - commune de La Calamine (auparavant Kelmis, Neu-Moresnet et Hergenrath), la seule limitrophe de la province du Limbourg aux Pays-Bas et la plus proche d’Aix-la-Chapelle en Allemagne ;
  - commune de Lontzen (auparavant Lontzen, Herbesthal, Astenet et Walhorn) ;
  - commune de Raeren (auparavant Raeren, Eynatten et Hauset) ;
  - commune d’Eupen (auparavant Eupen et Kettenis), avec facilités linguistiques pour les francophones de sa partie sud ;

- dans le canton de Malmedy (partie centrale, dans la communauté francophone), avec facilités linguistiques pour les germanophones originaires de sa partie nord) :
  - commune de Malmedy (auparavant Malmédy, Bellevaux-Ligneuville et Bévercé) ;
  - commune de Waimes ou Weismes (auparavant Weismes, Faymonville-Aussenborn et Robertville) ;

- dans le canton de Saint-Vith (partie sud, dans la communauté germanophone) :
  - commune de Butgenbach ou Bütgenbach (auparavant Bütgenbach et Elsenborn) ;
  - commune de Bullange ou Büllingen (auparavant Büllingen, Manderfeld et Rocherath) ;
  - commune d’Amblève ou Amel (auparavant Amel, Heppenbach et Meyerode) ;
  - commune de Saint-Vith ou Sankt Vith (auparavant Sankt Vith, Crombach, Lommersweiler, Schönberg et Recht) ;
  - commune de Burg-Reuland (auparavant Reuland et Thommen), la seule limitrophe du grand-duché de Luxembourg.

## Histoire

### Avant 1795: origines et époque médiévale
Avant 1795, le territoire était morcelé selon le principe médiéval de la féodalité et réparti entre plusieurs entités, toutes appartenant au Saint-Empire romain germanique :
- Eupen fait partie du duché de Limbourg (sous la tutelle du duché de Brabant)
- Malmedy fait partie de la principauté abbatiale de Stavelot-Malmedy
- Saint-Vith fait partie du duché de Luxembourg.

### 1795–1815: administration française

Le département de l'Ourthe contenait les actuels cantons de l'est après l'annexion par la Première République française en 1795.

Après la Révolution française de 1789, la Première République tente une première fois d'annexer la région en 1792, mais échoue. La seconde annexion française des États de Belgique est, elle, un succès et mène au découpage des nouveaux territoires en départements français appelés les « départements réunis ».
Parmi eux, l’annexion de la principauté de Stavelot-Malmedy à la France se fait par le décret du 9 vendémiaire an IV (1er octobre 1795), elle était déjà de facto rattachée depuis le 14 fructidor an III (31 août 1795) au nouveau département de l’Ourthe, dont le chef-lieu est Liège et qui s’étend plus à l’est que l’actuelle province de Liège, donc dans l’Allemagne actuelle, jusqu’à Schleiden et Kronenburg, plus des enclaves dans le département de la Sarre (Schüller, Steffeln, Dhom).

### 1815–1871: administration prussienne

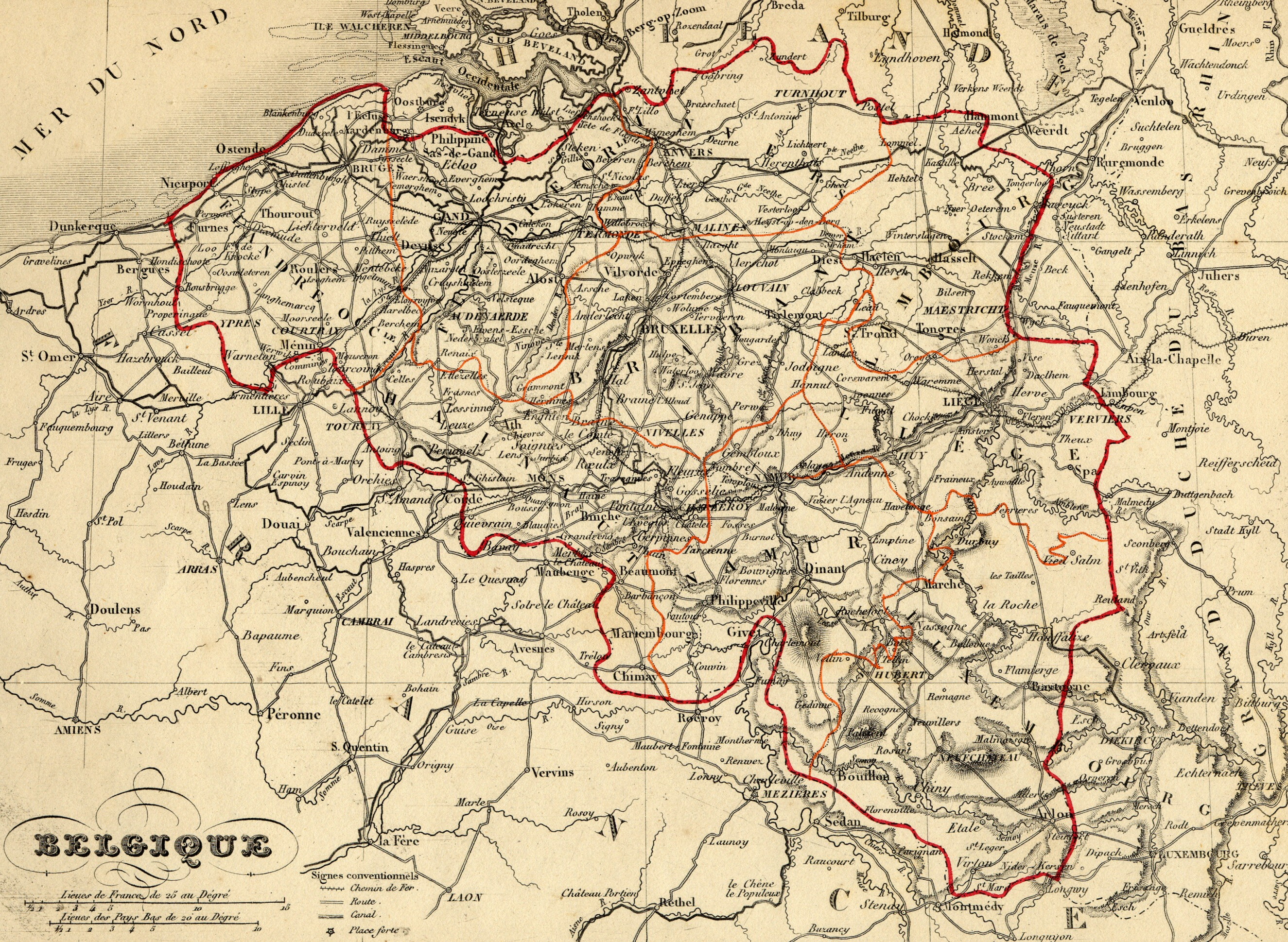
Carte de la Belgique (et du Grand-Duché de Luxembourg) en 1843 avec les frontières d'alors : les Cantons de l'Est font alors partie de l’aire allemande.

Après la chute du Premier Empire français et de Napoléon Bonaparte, les puissances victorieuses se réunirent lors du congrès de Vienne dès 1814 pour réorganiser l’Europe en octroyant, entre autres, de nouveaux territoires au royaume de Prusse. Les puissances souhaitant également disposer d'un rempart contre les éventuelles nouvelles ambitions expansionnistes françaises décident de créer un nouvel état « tampon » entre le royaume de France et la Prusse : le royaume uni des Pays-Bas. Le congrès fixe une première frontière entre les deux nouveaux états, qui fut ensuite précisée lors de la signature du traité d'Aix-la-Chapelle le 26 juin 1816, en délimitant la frontière de l'est comme telle : 

« ...Dans l’ancien département de l’Ourthe, les cinq cantons de Saint-Vith, Malmedy, Cronenbourg, Schleyden et Eupen, avec la pointe avancée du canton d’Aubel, au midi d’Aix-la-Chapelle, appartiendront à la Prusse, et la frontière suivra celle de ces cantons, de manière qu’une ligne tirée du midi au nord coupera la dite pointe du canton d’Aubel et se prolongera jusqu’au point de contact des trois anciens départements de l’Ourte, de la Meuse-Inférieure et de la Roer... »

 Afin d'administrer ces territoires, la Prusse créée le grand-duché du Bas-Rhin, auquel ils appartiennent alors.
Est donc annexée à la Prusse la ville majoritairement francophone de Malmedy, où la langue française restera d’ailleurs celle des débats au conseil communal et où le bourgmestre nommé par la France en 1801, Jean-Georges Delvaux, reste en place jusqu’en 1822. Ceci explique que certains, comme l’Abbé Nicolas Pietkin, parlent de « Wallonie prussienne ». Même le roi de Prusse Frédéric-Guillaume IV aurait qualifié Malmedy, au cours d’une visite en 1853, de « petit pays où l’on parle français ». À partir de l’arrivée de Bismarck au pouvoir en Prusse, en 1862, une politique de germanisation forcée des minorités se met en place, comme dans le reste de l’Allemagne où l'unification allemande se fait de plus en plus pressante. Le conseil communal de Malmedy est, par exemple, obligé de se tenir exclusivement en allemand à partir de 1876, alors qu’il est majoritairement composé d’élus francophones. 
D'un point de vue religieux, l’annexion à la Prusse des autres communes, pourtant germanophones, ne se fait pas non plus sans craintes de la part d’une partie de la population catholique, méfiante à l’égard de l'état protestant qu'est la Prusse, mais en cela elle ne diffère guère des autres catholiques, par exemple rhénans. Les habitants germanophones de Kronenburg par exemple, localité luxembourgeoise avant 1795 puis prussienne à partir de 1815, font un très bon accueil aux Français en 1795 et en gardent d’excellents souvenirs par la suite, alors que l’annexion à la Prusse marque le déclin de cette petite bourgade de l’Eifel à cause d’une administration inefficace conjuguée au désintérêt du pouvoir central. Il a d’ailleurs existé des tendances séparatistes en Rhénanie jusqu’après la Première Guerre mondiale, avec une éphémère République rhénane en 1919–1923.
En 1830 survient la révolution belge qui mène à l'indépendance de la Belgique du royaume uni des Pays-Bas le 4 octobre 1830. Celle-ci est officiellement reconnue le 20 décembre par les puissances, dont la Prusse, réunies lors de la conférence de Londres. Une frontière officielle est alors établie : la frontière entre la Belgique et la Prusse, précisée par le traité de Maastricht en 1843.

### 1871-1919: administration allemande
L'unification allemande est officialisée par la création de l'Empire Allemand le 18 janvier 1871 dans la galerie des Glaces du château de Versailles, après la victoire des princes prussiens lors de la guerre franco-prussienne de la même année. Dans la région qui deviendra les cantons de l'Est, l’enseignement se fait alors en allemand à partir de 1879, et dix ans plus tard l’apprentissage du français disparaît du programme scolaire.
La Première Guerre mondiale éclate en août 1914 et la Belgique est envahie lors de la bataille des Frontières. Elle est ensuite occupée par le Deuxième Reich jusqu'à l'armistice du 11 novembre 1918 qui met fin au conflit. L'Empire allemand, vaincu, devient la république de Weimar. Celle-ci est contrainte de signer le traité de Versailles le 28 juin 1919, qui l'ampute de 15 % de son territoire, en guise de compensation aux vainqueurs. L'article 34 octroie notamment à la Belgique les Kreis d'Eupen-Malmedy et du Moresnet neutre, ainsi que de la Vennbahn. Ces nouveaux territoires sont assimilés au Royaume sous la forme de trois cantons : 
- le canton d'Eupen
- le canton de Malmedy
- le canton de Saint-Vith

### 1919–1925: administration provisoire belge

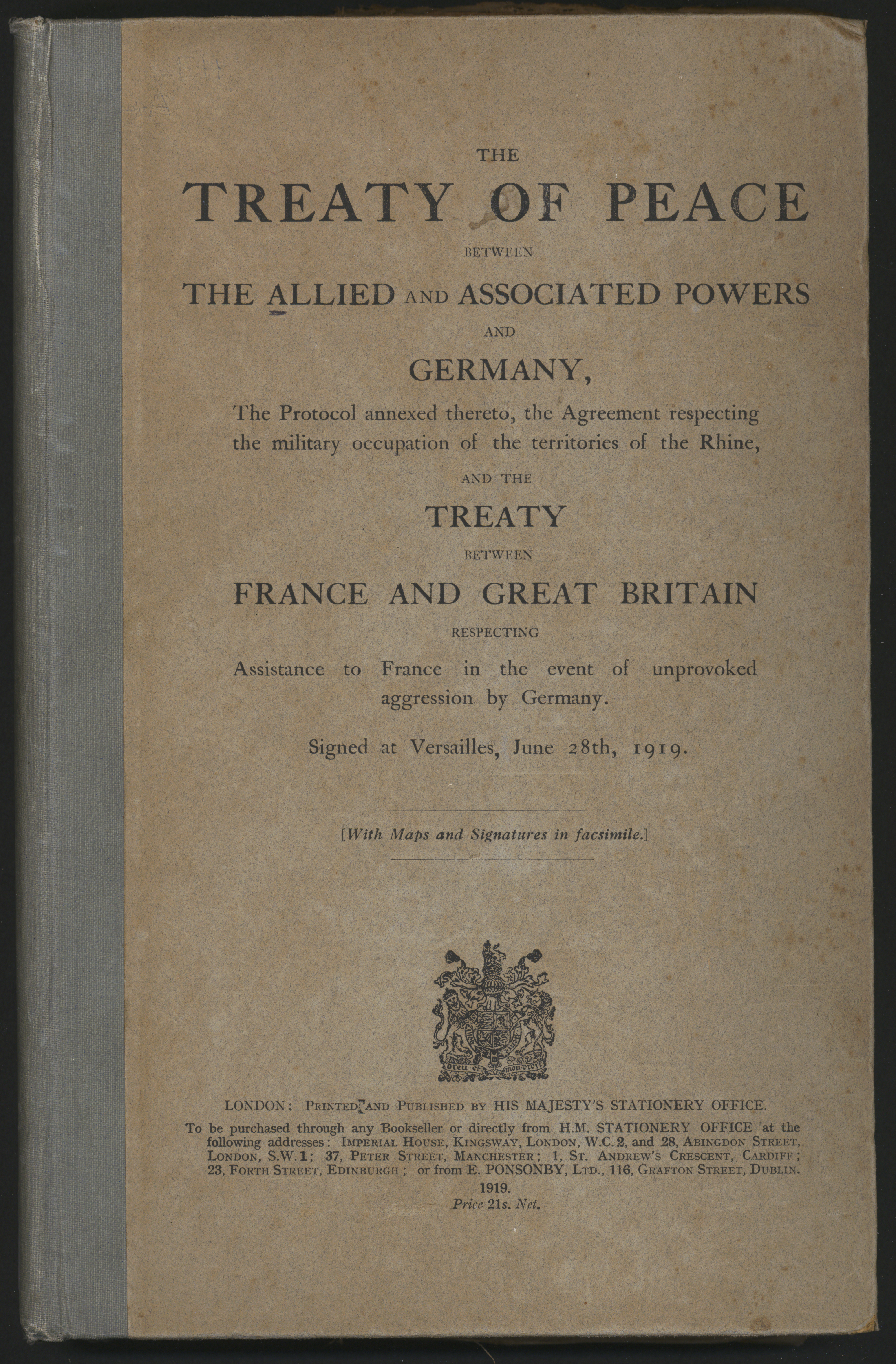
C'est l'article 34 du traité de Versailles, signé le 28 juin 1919, qui octroie les cantons de l'Est de l'Allemagne à la Belgique.

Le plébiscite des habitants est organisé entre le 26 janvier et le 23 juillet 1920 par le haut-commissaire royal, le lieutenant-général Herman Baltia, de telle manière que seuls 271 électeurs sur 33 726 osent s’exprimer en faveur d’un maintien de ces communes en Allemagne : le vote n’est pas secret et la crainte est forte de se voir expulsé ou à tout le moins de se voir retirer sa carte de ravitaillement.
À l’époque, seul le Parti ouvrier belge (POB) dénonce ce procédé, notamment par la voix d’Émile Vandervelde et de Louis De Brouckère, ce dernier déclarant encore en 1926 qu’« il n’est pas dans l’intérêt véritable de mon pays de créer une petite Alsace à sa frontière ».
Les habitants des cantons de l’Est, n’étant pas encore pleinement de nationalité belge, n’ont pas le droit de participer aux élections législatives avant 1925. Par la suite, ils ne seront d’ailleurs jamais des Belges à part entière puisque considérés comme n’étant pas Belges de naissance et donc susceptibles d’être déchus de leur nationalité, à l’instar d’immigrés naturalisés. De telles déchéances seront prononcées par les tribunaux belges à la fin des années 1930 à l’encontre de dirigeants politiques autonomistes.
Une tentative de négociations secrètes lancée par le gouvernement allemand pour permettre à celui-ci de racheter les cantons de l’Est à la Belgique échouera en 1925 face au refus opposé par la France à toute remise en cause du traité de Versailles.

### 1925–1940: intégration à la Belgique
Lors des premières élections législatives auxquelles ils peuvent voter le 5 avril 1925, 60 % des électeurs des cantons de l’Est votent pour le Parti catholique et 25 % pour le Parti ouvrier belge. Toutefois, l’opposition du Parti catholique à toute autonomie pour cette région aboutit en 1929 à la création du Christliche Volkspartei Eupen – Malmedy – Saint-Vith qui remporte les élections suivantes avec 52,1 % des voix pour l’ensemble des trois cantons, contre 19,4 % pour le Parti catholique et 23,3 % pour le Parti ouvrier belge, qui avait pourtant encore réclamé un nouveau référendum d’autodétermination en 1926.
Dans les années 1930, la tension augmente à un tel point que quatre dirigeants du Heimatbund, dont l’ancien président du Christliche Volkspartei, A.J. Dehottay, sont expulsés vers l’Allemagne et déchus de leur nationalité belge en 1935. Cela a pour effet que ce parti ne présente pas de candidats aux élections législatives de 1936 et appelle à rejoindre le Heimattreue Front (Front patriotique), une organisation visant au rattachement des cantons de l’Est à l’Allemagne. Le Heimattreue Front prône le vote blanc, qui recueille la majorité absolue, alors que le Parti catholique emporte 53 % des suffrages exprimés, le POB 12,7 % et les rexistes 26,4 %.
Aux élections suivantes, en 1939, le Parti catholique obtient 38,6 %, le POB 4 % et le Parti libéral 3,4 %, alors que le Heimattreue Front recueille 45,1 % des suffrages, ce qui constitue pourtant un succès moins absolu que dans d’autres régions germanophones limitrophes de l’Allemagne, la région des Sudètes, Danzig ou Memel, où le pourcentage des « organisations patriotiques » pro-nazies dépasse alors les 80 %.
L’État belge procède à de grands travaux : les barrages de Bütgenbach, Robertville et Eupen sont érigés. Devenu le point le plus élevé du pays, Botrange (694 m) se voit en 1923 accru de 6 m par la construction d'une butte (la « butte Baltia ») pour atteindre les 700 m, et doté d’une tour en 1934.

### 1940–1945: réannexion à l’Allemagne

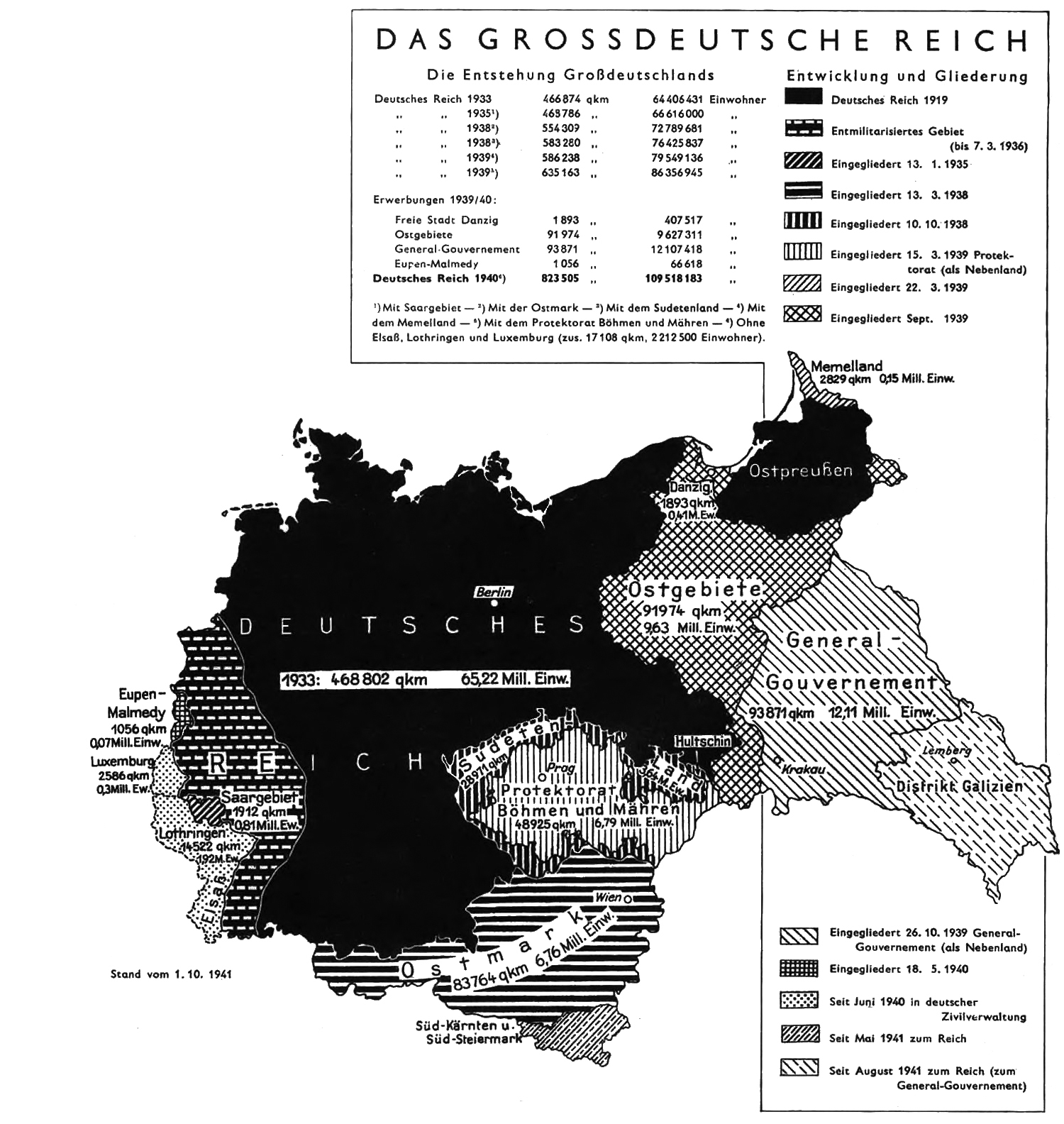
Carte allemande officielle de 1941. Les cantons de l'Est y apparaissent en tant que Eupen-Malmedy avec 1056 km2 et une population de 0.07 million d'habitants. L'annexion y est datée du 18 mai 1940.

Après la campagne des 18 jours et la défaite de l'armée belge face à l'armée allemande en mai 1940, la région est annexée de facto au Troisième Reich pour retourner à la Belgique en 1945, non sans que l’offensive des Ardennes n’ait exposé Saint-Vith et Malmedy à la destruction presque totale.
Comme en Alsace-Moselle et au Grand-Duché de Luxembourg annexés par l’Allemagne, les habitants des cantons de l’Est sont soumis à la conscription en tant que citoyens allemands depuis le « décret du Führer » du 23 septembre 1941. Cependant, alors que les Luxembourgeois sont considérés comme faisant partie des Staaten Deutschen Volkstums (des états d'ethnie allemande au même titre que le Reich, le Liechtenstein et la Suisse alémanique), les Belges des cantons de l'Est, les Alsaciens et les Mosellans sont considérés comme des Allemands d'annexion (Beutedeutsche) ou encore des ethnies frontalières (Grenzlandedeutsche) dont la « pureté idéologique ou raciale » a été compromise par des influences non germaniques.
Pour éviter tout amalgame entre les Allemands du Reich (Reichsdeutsche) et les autres jugés inférieurs, les cartes d'identités des ressortissants des territoires annexés précisent leur souche ethnique (leur région d'origine) et mentionnent leur qualité de Volksdeutsche (Allemands par le peuple). 
Dès lors, les jeunes gens sont forcés de combattre dans la Wehrmacht de gré ou de force (comme pour les malgré-nous mosellans et alsaciens, ceux-ci sont appelés « Zwangssoldaten »). Sur les 8 000 conscrits, 3 400 sont tués ou portés disparus. Les jeunes femmes rejoignent le Reicharbeitsdienst et, tout comme les jeunes-filles d'Alsace-Moselle, doivent abandonner leur travail, leurs études ou leur projet de mariage (l'idéal maternel nazi ne valant que pour les « vraies » Allemandes, « représentantes de la Race Pure »).

### 1945: réintégration à la Belgique
Après la Seconde Guerre mondiale, une dure répression pour cause de suspicion de collaboration s’abat sur les habitants des cantons de l’Est, dont le quart, comparé à une moyenne nationale de 4,15 %, est visé par des dossiers d’instruction de ce chef en 1946–1947, même si en fin de compte la proportion de procès et de condamnations par rapport aux dossiers ouverts se révèle plus faible qu’au niveau national.
En 1947 commence l’exploration scientifique des Hautes Fagnes par l’Université de Liège qui aboutira à la création d’une réserve naturelle dix ans plus tard qui évoluera en parc naturel des Hautes Fagnes par la suite.

### 1963: Création de la région de langue allemande

Carte de la communauté germanophone de Belgique, composée des cantons d'Eupen et de Saint-Vith.

Dans la foulée des lois linguistiques puis de la première réforme de l’État belge, une région de langue allemande est créée, qui comprend les communes suivantes :
Eupen, Eynatten, Hauset, Hergenrath, Kettenis, La Calamine (Kelmis), Lontzen, Neu-Moresnet, Raeren, Walhorn, Amblève (Amel), Bullange (Büllingen), Butgenbach (Bütgenbach), Crombach, Elsenborn, Heppenbach, Lommersweiler, Manderfeld, Meyerode, Recht, Reuland, Rocherath, Saint-Vith, Schönberg et Thommen.
L’article 8 des mêmes lois précise que :
Sont dotées d’un régime spécial de « facilités linguistiques » en vue de la protection de leurs minorités francophones ou germanophones :
1° dans l’arrondissement administratif de Verviers, les communes de la région de langue allemande ;
2° dans l’arrondissement de Verviers, les communes de : Bellevaux-Ligneuville, Bevercé, Faymonville, Malmedy, Robertville et Waimes. Elles sont dénommées ci-après « communes malmédiennes ».
Ces entités prendront nom de communautés culturelles au début des années 1970 : Malmedy et ses environs appartiendront à la communauté française de Belgique ; les communes du pays d’Eupen et de l’Eifel formeront la communauté culturelle allemande. Celle-ci connaîtra encore un avatar en devenant la Communauté germanophone de Belgique.

## Configuration linguistique des Cantons de l’Est et des communes belges voisines

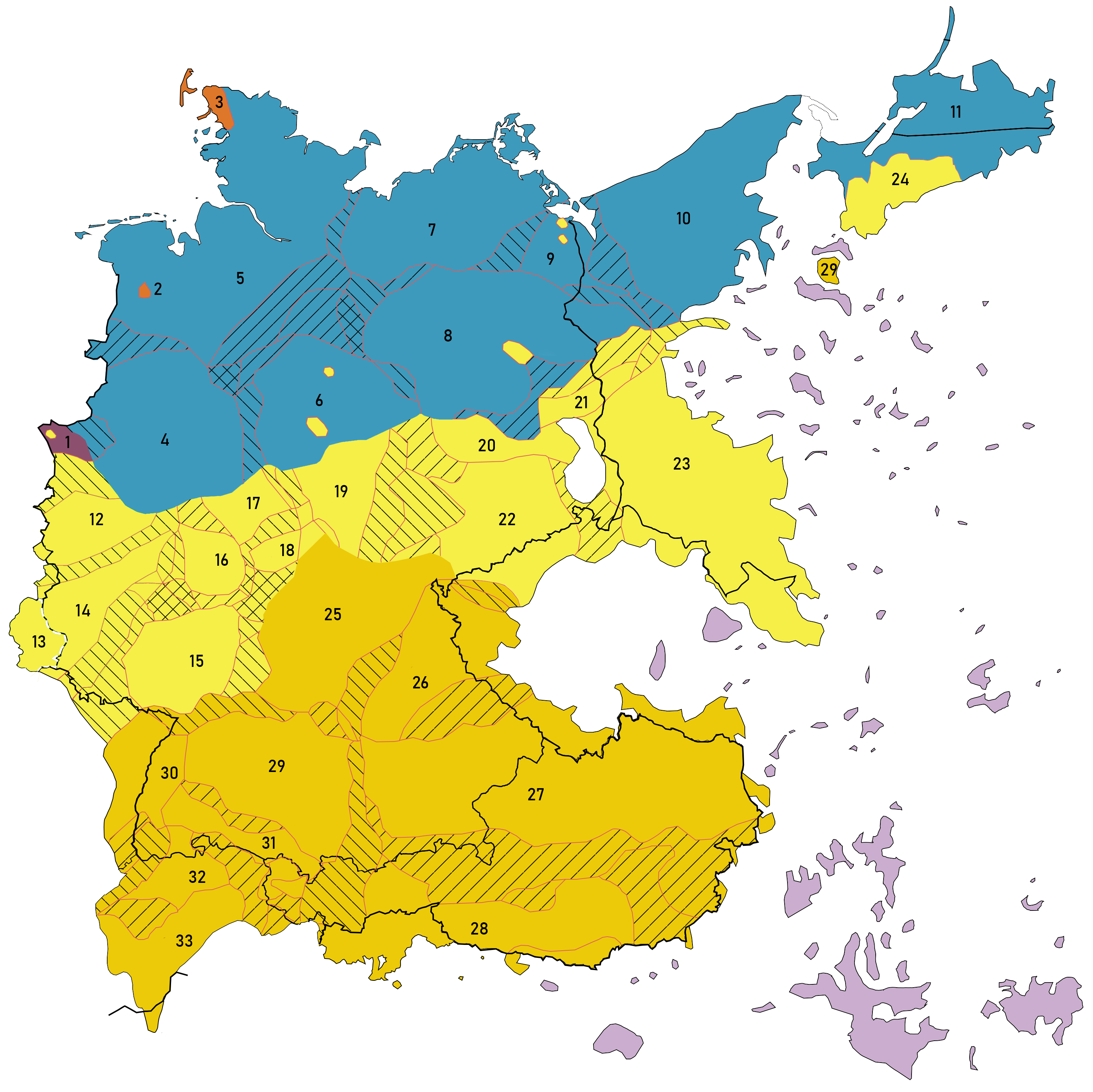
Les dialectes 12 et 14 couvrant les cantons de l'Est en Belgique.

À partir de 1920, la population locale a baptisé « Neubelgien » (Nouvelle Belgique en allemand) les cantons de l’Est, les communes germanophones qui faisaient déjà partie du royaume de Belgique étant dès lors qualifiées de « Altbelgien » (Ancienne Belgique). La situation linguistique de cette zone est assez complexe, car se situant à la fois sur la frontière entre les langues latines et germaniques et sur des isoglosses séparant plusieurs dialectes germaniques.
On distingue ainsi :
- à Aubel, Plombières, Welkenraedt et Baelen (« Altbelgien »), ainsi que dans les communes de la partie nord des cantons à La Calamine, Lontzen et Eupen (« Neubelgien »), les parlers locaux se nomment « platdutch » (ou francique carolingien), et se rattachent plutôt au limbourgeois, mais une minorité francophone est également présente. Celle-ci s'étend aussi dans la partie frontalière de la commune voisine de Montjoie en Allemagne (Monschau en allemand) ;
- à Raeren (« Neubelgien »), on parle le « francique ripuaire » (comme aussi dans les communes proches de Roetgen et d’Aix-la-Chapelle en Allemagne, la seconde partageant aussi le francique carolingien) ;
- à Malmedy et Waimes, dans la partie centrale des cantons, le wallon et le français prédominent de longue date, avec une minorité germanophone ;
- à Butgenbach, Bullange, Amel, Saint-Vith et Burg-Reuland, dans la partie sud des cantons (« Neubelgien ») se trouve le luxembourgeois (francique mosellan)[14].

Afin de tenter d’apporter une réponse à la question communautaire en Belgique, trois communautés linguistiques, trois régions administratives ainsi que trois régions linguistiques furent créées en 1970 dès lors de la première réforme de l’État belge. Les Cantons de l’Est ne doivent pas être confondus avec la région de langue allemande de Belgique, ni avec la Communauté germanophone de Belgique. Celles-ci ne comportant en effet que deux des trois cantons : le canton d'Eupen et le canton de Saint-Vith. Le canton de Malmedy lui faisant partie de région de langue française de Belgique tout en ayant des facilités linguistiques pour les germanophones.

### Filmographie
- Christoph Bohn et Frederik Nicolai, The boy is gone, Simple Production-RTBF-seriousFilm, 2012 (1H08).